# Тимофеев, Георгий Петрович
Георгий Петрович Тимофеев (латыш. Georgijs Timofejevs; 1916—1991) — советский латвийский актёр театра и кино, народный артист Латвийской ССР (1969).

## Биография
Георгий Тимофеев родился в 1916 году. Был актёром Рижского театра русской драмы. Снялся в нескольких кинокартинах. 
Скончался в 1991 году. 

## Награды
- Медаль «За трудовое отличие» (03.01.1956).
- Заслуженный артист Латвийской ССР (1958).
- Народный артист Латвийской ССР (1969).

## Фильмография
1. 1961 — Карьера Димы Горина — эпизод
2. 1963 — На трассе — эпизод
3. 1966 — День без числа — эпизод
4. 1971 — Я, следователь — полковник
5. 1981 — Следствием установлено — Александр Терентьевич Смолин, директор универсама